# Princess Princess D
Princess Princess D (プリンセス・プリンセスD?, Purinsesu Purinsesu D) è un dorama giapponese live action trasmesso nel 2006, con Takumi Saitō e Takeru Satō, liberamente tratto dall'omonimo manga Princess Princess di Mikiyo Tsuda.

## Trama
Il Fujimori Gakuen è una scuola d'élite esclusivamente maschile con una particolarissima quanto unica tradizione: ogni anno difatti vengono scelti, tra le più belle ed affascinanti matricole, tre studenti per svolgere le funzioni di "Principesse" dell'intero istituto: travestiti da ragazze devono aiutare e sostenere col loro tifo le squadre sportive, dando coraggio e spronando i membri a far sempre del loro meglio, a dar sempre il massimo durante le gare e gli allenamenti. 
Mikoto in un primo momento si dimostra molto contrario a questo sistema, ma poi viene convinto dagli altri a compiere il suo dovere di principessa. Ultimamente, però, le principesse proposte non sembrano aver dimostrato molto impegno. 
Pertanto, per nulla soddisfatto degli sforzi fatti fino ad ora, Otoya (trasferitosi da poco) crea un proprio gruppo alternativo di principesse vestite di nero (il team del male) da opporre a quelle ufficiali: l'obiettivo è rubare l'attenzione degli studenti e prenderne il posto nel loro cuore, conquistando la fama a discapito delle principesse bianche.
La competizione, senza esclusione di colpi, è iniziata. Otoya accusa il consiglio studentesco di negligenza nei confronti dei desideri degli studenti ed aspira ad esser eletto presidente a posto di Shuuja.
Mikoto si trova subito combattuto, incerto com'è dalla parte in cui stare. Ha a che fare inoltre coi sentimenti contrastanti che prova nei confronti di Otoya (del quale forse si sente innamorato); ciò viene ad influenzar anche la sua amicizia con Yujiiro e Tooru e la sua fedeltà al sistema delle principesse. 
Dopo un lungo processo di consapevolezza, Mikoto arriverà infine a comprendere qual è il vero spirito e significato d'esser una principessa, ed abbraccerà finalmente in toto il suo ruolo, mettendo il suo orgoglio maschile da parte in favore dell'orgoglio derivatogli dall'esser stato eletto principessa. 

### Differenze con l'opera originale
Questa versione live differisce in molti punti dal manga e relativo anime. I cambiamenti più significativi sono costituiti dal protagonista (che non è più Tooru, bensì Mikoto, a cui è rivolta tutta l'attenzione) e dall'istituzione delle principesse nere: personaggi questi creati dall'autrice in esclusiva per la versione televisiva.
Il dorama esclude altresì tutti i personaggi femminili, tra cui la fidanzata di Mikoto, mentre è stato introdotto un forte tono yaoi nel rapporto tra Mikoto steso e Otoya.

## Episodi
| Nº | Titolo italiano (Traduzione letterale) Giapponese 「Kanji」 - Rōmaji | In onda           | In onda |
| Nº | Titolo italiano (Traduzione letterale) Giapponese 「Kanji」 - Rōmaji | Giapponese        |         |
| 1  | Diventare una splendida principessa 「姫君の華麗なる一日」 - Hime no Kareinaru Ichinichi                                                                                    | 28 giugno 2006    |         |
| 2  | Scuola prescelta - Il mistero dello studente scambiato 「ねらわれた学園·謎の転校生!」 - Nerawareta Gakuen - Nazo no Tenkōsei!                                               | 5 luglio 2006     |         |
| 3  | Shock! Principessa nera! 「衝撃!プラック·プリンセス!」 - Shōgeki! Burakku Purinsesu!                                                                                        | 12 luglio 2006    |         |
| 4  | Guerra senza onore! Il consiglio degli studenti contro il nuovo consiglio degli studenti! 「仁義なき戦い!生徒会VS新生徒会」 - Jingi naki Tatakai! Seitokai vs. Shinseitokai | 19 luglio 2006    |         |
| 5  | Improvvisa chiusura? Lunga notte nella Camera Segreta 「急接近!?密室の長い夜」 - Kyūsekkin!? Misshitsu no Nagai Yoru                                                        | 26 luglio 2006    |         |
| 6  | Principessa divisa? Stagione di disaccordi 「姫分裂!?〜すれ違いの季節〜」 - Hime Bunretsu!? ~Surechigai no Kisetsu~                                                         | 9 agosto 2006     |         |
| 7  | Homecoming Urgente! Il Best Support Man Haruka Kujōin arriva! 「緊急帰国!最凶の助っ人·九条院ハルカ登場!」 - Kinkyū Kikoku! Saikyō no Suketto Kujōin Haruka Tōjō!            | 16 agosto 2006    |         |
| 8  | Battaglia decisiva! Guerra elettorale! 「決戦!選挙ウォーズ!」 - Kessen! Senkyo Wōzu!                                                                                        | 24 agosto 2006    |         |
| 9  | Resistenza. La canzone del contrattacco 「レジスタンス〜反撃の詩〜」 - Rejisutansu ~Hangeki no Uta~                                                                         | 6 settembre 2006  |         |
| 10 | Grand Finale? Elettrizzante Festival della scuola LIVE 「大団円!? 炎の学園祭LIVE!)」 - Daidanen!? Honō no Gakuensai LIVE!                                                   | 13 settembre 2006 |         |